# Anna Maria von der Pfalz

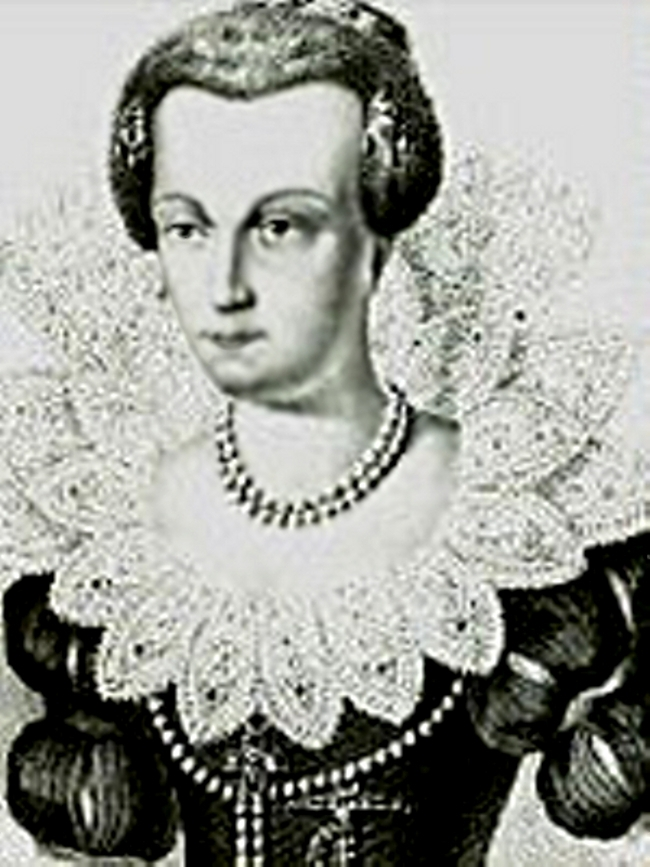

Anna Maria von der Pfalz (* 24. Juli 1561 in Heidelberg; † 29. Juli 1589 in Eskilstuna) war eine Pfalzgräfin von Simmern und Prinzessin von der Pfalz sowie durch Heirat schwedische Prinzessin.

## Leben
Anna Maria war die älteste Tochter des Kurfürsten Ludwig VI. von der Pfalz (1539–1583) aus dessen Ehe mit Elisabeth (1539–1582), Tochter des Landgrafen Philipp I. von Hessen.
Bei einem Besuch bei ihrem Vater hielt Herzog Karl von Södermanland, der nachmalige schwedische König Karl IX., um die Hand der 15-jährigen Prinzessin an. Dieser war 1577 nach Deutschland gereist, um sich unter den evangelischen Fürstentöchtern nach einer geeigneten Braut umzusehen. Am 11. Mai 1579 fand in Heidelberg die Hochzeit statt.
Anna Maria wurde als stets kränkelnd und mit schwacher Konstitution beschrieben. Ihre Ehe galt als ausgesprochen glücklich und Karl hing sehr an seiner calvinistischen Gemahlin, was ihn bei der schwedischen Geistlichkeit in den Ruf brachte, dieser Glaubensrichtung nahezustehen. Ein erhaltenes Porträt von ihr (im Kurpfälzischen Museum der Stadt Heidelberg) zeigt eine zierliche junge Frau von 18 Jahren mit brünettem Haar. Sie galt als milde und gottesfürchtig. Es gelang ihr stets, das hitzige Gemüt ihres Gemahls zu besänftigen.
Die Prinzessin wurde im Dom zu Strängnäs bestattet.
1583 ließ Karl von Södermanland die Stadt Mariestad nach ihr benennen.

## Nachkommen
Aus ihrer Ehe mit Karl hatte sie zwei Söhne und vier Töchter, von denen nur eine Tochter das Erwachsenenalter erreichte:
- Margareta Elisabeth (1580–1585)
- Elisabeth Sabina (1582–1585)
- Ludwig (*/† 1583)
- Katharina (1584–1638)

⚭ 1615 Pfalzgraf Johann Kasimir von Pfalz-Zweibrücken-Kleeburg (1589–1652)
- Gustav (*/† 1587)
- Maria (1588–1589)